# Onitis similis
Onitis similis là một loài bọ cánh cứng trong họ Bọ hung (Scarabaeidae).